# Pandemia di COVID-19 in Cambogia
Il primo caso della pandemia di COVID-19 in Cambogia è stato confermato il 27 gennaio 2020 a Sihanoukville.
Sebbene nel 2020 siano stati confermati numerosi casi importati e la trasmissione a contatti diretti, fino al 29 novembre 2020 non è stata rilevata alcuna trasmissione comunitaria. La risposta della salute pubblica è guidata dal Ministero della Salute con il supporto dei CDC statunitensi, dell'OMS e dell'Institut Pasteur du Cambodge.
Il 5 maggio 2023, l'Organizzazione mondiale della sanità dichiara ufficialmente la fine della pandemia.

## Antefatti
Il 12 gennaio 2020, l'Organizzazione mondiale della sanità (OMS) ha confermato che un nuovo coronavirus era la causa di una malattia respiratoria in un gruppo di persone nella città di Wuhan, nella provincia cinese di Hubei, dato che è stato riferito all'OMS il 31 dicembre 2019.
Il tasso di mortalità per COVID-19 è stato molto più basso della SARS del 2003, ma la trasmissione è stata significativamente maggiore, portando ad un bilancio totale delle vittime più alto.